# Wapen van Baarn

Het wapen van de gemeente Baarn

Het wapen van Baarn is het gemeentelijke wapen van de Utrechtse gemeente Baarn. Het wapen werd op 10 juni 1818 door de Hoge Raad van Adel aan de toenmalige gemeente toegekend. In 1857 kwam de gemeente De Vuursche bij de gemeente Baarn, hierop werd 10 jaar later een nieuw wapen verkregen. Het oude wapen uit 1818 werd in 1969 weer in gebruik genomen.

## Geschiedenis
Het eerste wapen van Baarn werd in 1350 in gebruik genomen, het was een schild met daarop een bisschop. Ook een zegel uit 1443, het oudste bekende zegel van de stad, vertoont een bisschop. Twee bisschoppen kunnen afgebeeld staan: Sint Nicolaas als de parochieheilige en Zweder van Culemborg als de bisschop van Utrecht omdat deze Baarn stadsrechten heeft verleend. In 1647 waren de kleuren zilver op rood, gelijk aan de kleuren van het wapen van het Sticht. In 1818 werden de kleuren echter omgezet naar de rijkskleuren: goud op blauw.
Omdat de gemeente in 1857 was gefuseerd met De Vuursche werd besloten om een nieuw wapen bij de Hoge Raad van Adel aan te vragen. Het nieuwe wapen moest meer representatief voor de nieuwe gemeente zijn. Op het nieuwe wapen stond dan ook een steigerend paard (symbolisch voor Paleis Soestdijk) met een Romeinse slaaf.
In 1926 gingen er onder de welgestelde burgers al stemmen op om het oude wapen weer in ere te herstellen, in 1939 ging de gemeente er in mee. Pas in 1965 werd er echt wat mee gedaan in de vorm van een aanvraag bij de Hoge Raad van Adel. In 1969 kreeg de gemeente Baarn het oude wapen terug, maar met een nieuwe beschrijving.

## Blazoenen

Het wapen uit 1818

Het wapen van Baarn tussen 1867 en 1969.

Door de twee aanpassingen zijn er drie blazoeneringen. Hoewel het eerste en huidige wapen gelijk zijn, zijn de beschrijvingen toch verschillend; het is niet gebruikelijk om een oude beschrijving aan een nieuwe gemeente te geven. Het wapen kan dan gelijk zijn, maar de beschrijving wordt altijd iets aangepast.

### Blazoen uit 1818
Hoewel het wapen al in 1350 in gebruik werd genomen kreeg de gemeente Baarn op 10 juni 1818 voor het eerst het wapen officieel toegekend. De beschrijving luidde als volgt:
Een blauw veld beladen met een gouden bisschop.
Het gehele schild is blauw van kleur met daarop een bisschop met mijter, bisschopsstaf en vespermantel. De bisschop houdt met zijn linkerhand de staf vast en heft zijn rechterhand iets op, tot zijn borst. Hij kijkt naar rechts (voor de kijker links). De gehele voorstelling is goudkleurig, waardoor het wapen in de rijkskleuren is uitgevoerd.

### Blazoen uit 1867
Op 5 maart 1867, ongeveer 10 jaar na de fusie tussen Baarn en De Vuursche, kende de Hoge Raad van Adel de nieuwe gemeente Baarn het volgende wapen toe:
Van lazuur beladen met een springend paard van zilver, getoomd van keel en geleid door een Romeinschen slaaf van goud. Het schild gedekt met eene gouden gravenkroon en gehouden door 2 naar voren gekeerde leeuwen in natuurlijke kleur, onder aan het schild een lint van keel, waarop het motto :'Vis Temperata Fortior'.
Het schild is blauw van kleur met daarop een springend/steigerend wit paard. Het hoofdstel is rood van kleur en wordt vastgehouden door een goudkleurige man. De gouden slaaf raakt het zilveren paard, wat in de heraldiek niet mag, hierdoor is dit een raadselwapen. De man is gekleed als een Romeinse slaaf. Het wapen was gedekt door een gouden kroon bestaande uit drie bladeren met daartussen twee parels. Als schildhouders fungeerden twee leeuwen van natuurlijke kleur. De leeuwen kijken de toeschouwer aan en staan op een rood lint met daarop in zwarte letters de wapenspreuk "Vis Temperata Fortior", wat betekent: "Beheerste Kracht is Sterker" (N.B. soms verkeerd vertaald met "vereende kracht sterker", maar dat is in het Latijn: "Vis Unita Fortior").

### Blazoen uit 1969
Op 18 september 1969 kreeg de gemeente Baarn het volgende wapen toegekend:
In Azuur een bisschop van goud.
Het wapen is exact gelijk aan het wapen van 1818.
Het wapen heeft, in tegenstelling tot dat uit 1867, geen kroon en schildhouders. In principe had de gemeente een gravenkroon kunnen aanvragen, zoals die ook op het tweede wapen stond. Men heeft daar echter van afgezien.